# Нахлист
На́хлист — в класичному вигляді, це вид рибної ловлі на штучну мушку та її закид у місце лову за рахунок ваги шнура. Для цього виду лову потрібно спеціалізовані котушки, шнури, вудлища, які продаються в спеціалізованих магазинах для нахлисту. Більшість любителів нахлисту в Україні, пропагують гасло, популярне в усьому світі, серед рибалок — «Зловив і відпусти» (CATCH AND RELEASE).

## Історія
Перші згадки про цей вид лову були вказані в трактаті абатисою Джуліаною Бернерс.

## Термін
германські
У англійській мові цей популярний вид лову зветься англ. fly fishing,
дан. fluefiskeri,
нім. Fliegenfischen,
швед. flugfiske,
романські
фр. pêche à la mouche,
ісп. pesca con mosca,
італ. pesca con la mosca,
кат. pesca amb mosca,
порт. pesca com mosca,
слов'янські
пол. wędkarstwo muchowe,
чеськ. muškaření,
словац. muškárenie,
словен. muharjenje,
серб. мушичарење,
радянські
рос. нахоыст,
укр. нахлист

## Опис
Нахлист можна розділити на два великі види, це ловля в прісній воді і в морській. Якщо морський вид нахлисту практично не ділиться на підвиди, то ловля в прісній воді ділиться на підвиди.
Готова снасть складається з вудилища на якому встановлена котушка. На котушці намотаний бекінг, котрий переходить в шнур, шнур з'єднаний з конусним лідером, який у міру необхідності з'єднаний з тіпетом, до якого прив'язується мушка. Зазвичай лідер и тіпет з’єднують через кільце Пітценбауера. Не завжди використовується тіпет, тобто повідковий матеріал, бувають ситуації, коли мушку прив'язують безпосередньо до лідера.
Мушка — це штучна приманка, яка імітує комах в різних стадіях перетворення або малька риби, ще є фантазійні мушки. Окремо, можна вивести скоріше як мистецтво виготовлення — класичних лососевих мушок.
| Рибальство | Це незавершена стаття про рибальство. Ви можете допомогти проєкту, виправивши або дописавши її. |

́